# Jaywick
Jaywick – wieś w Wielkiej Brytanii, w Anglii w hrabstwie Essex, położone nad Morzem Północnym. W założeniu miało być centrum wypoczynku nadmorskiego dla londyńczyków, po II wojnie światowej przeważało osadnictwo stałe część miasta opuszczono. W 2001 miejscowość liczyła 4665 mieszkańców. W roku 1981 liczyło 3 400 mieszkańców.

## Historia
W miejscu obecnego miasta istniała jedna z najstarszych osad paleolitu na wyspie Wielka Brytania. W okresie wczesnego średniowiecza miejscowość była dużą farmą bydła. na początku XIX wieku wybudowano wieże dla potrzeb straży granicznych - niektóre stoją do dziś. W roku 1928 ziemie w pobliżu osady wykupił przemysłowiec Frank Stedman i wybudował niewielki i podówczas nowoczesny kurort.